# ラコ
ラコ（英称：Laco）は、1925年に設立されたドイツの時計メーカーである。社名はラシェの姓と略称Co.に由来する。1925年でLacher＆カンパニー名の下フリーダLacherとルートヴィヒ・フンメルによってプフォルツハイムで設立。

## 沿革

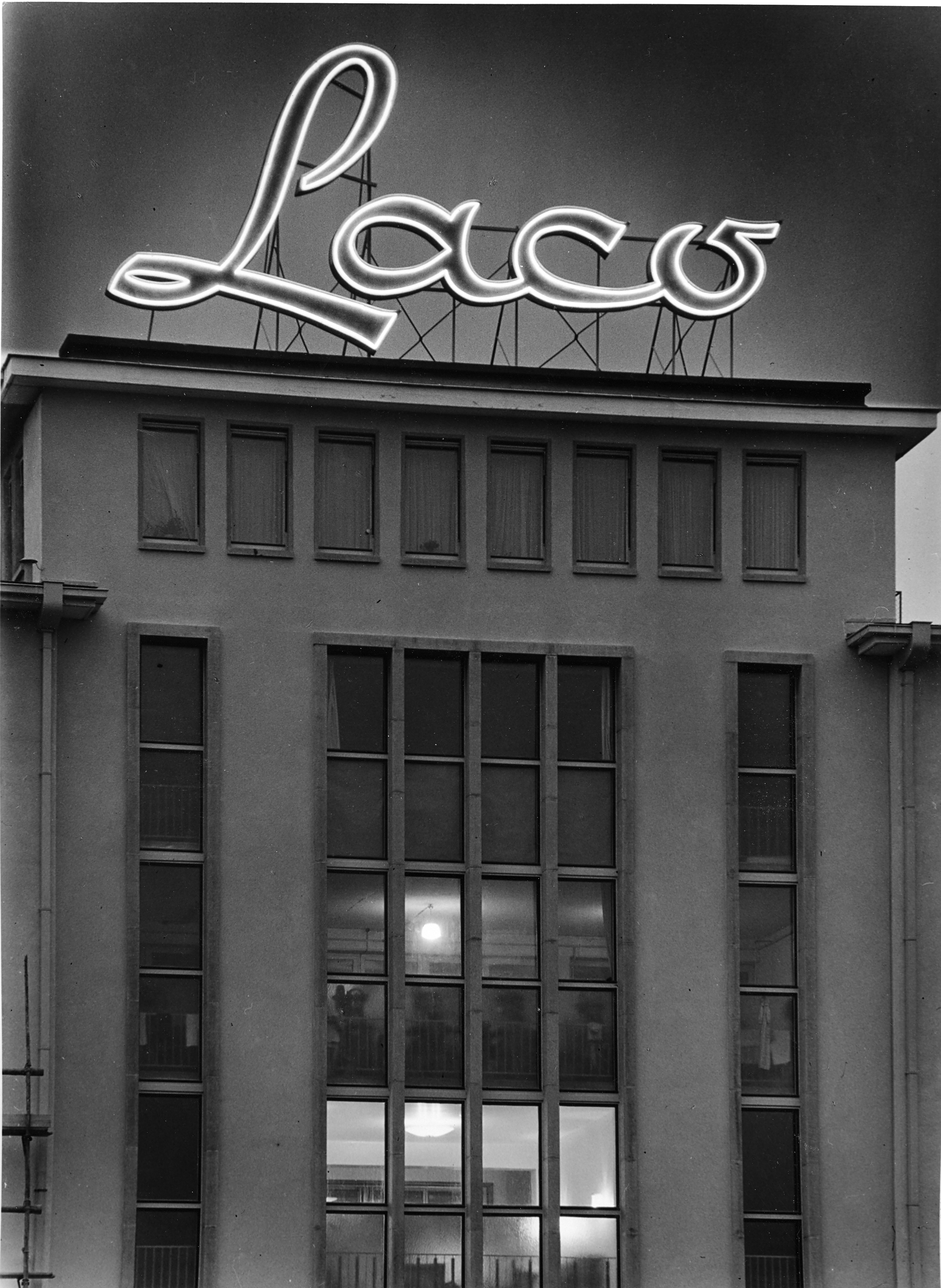
ラコの時計メーカー

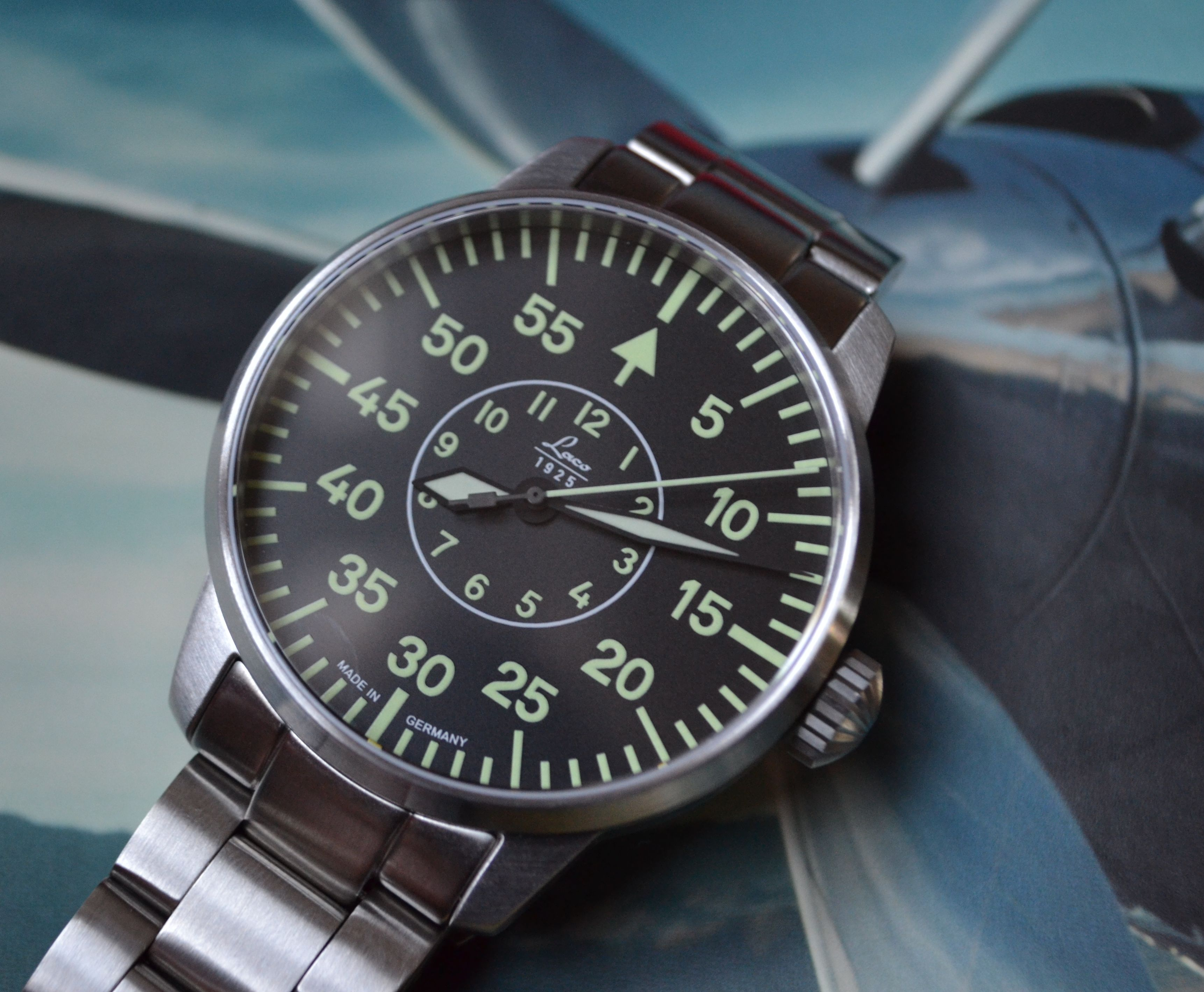
ラコファロBパターン観察ウォッチ

1920年代半ばに設立されたとき、この プフォルツハイムに誕生した時計メーカーは、スイスのムーブメントをケースと組み立てて提供していた。 これらは完全に、または個々の部品のいずれかで配送され、労働者が工場で組み立てて時計仕掛けを完成させることで、大幅な関税の節約を実現していた。
1933年 フンメルはプフォルツハイムにあるDurowe（Deutsche Uhren Roh Werke）という工場を設立。この工場は世界クラスのブランドとなり、姉妹会社であるLacher＆Co.を通じてプフォルツハイムで最も人気のある時計プロデューサーに発展。第二次世界大戦まで成長をし続けた。 
会社は順調にスタートしたが、数年後、創業者は別々の道を歩む。  バンブルビー・フンメル（1889年7月26日生）は元の会社である時計工場Lacoに留まり、フリーダラッチャーは腕時計の精密部品生産に参加した。1936年 フリーダ・ラッチャーの息子であるエーリッヒ・ラッチャーは彼女の事業部門に加わり経営を引き継いだ。これにより社名はErich Lacher Uhrenfabrikに変更され、同社は完全な時計の生産を開始した。 
その後世界クラスのブランドに発展し、プフォルツハイムの最も有名な時計工場である姉妹会社Lacher＆Co. 他のプフォルツハイムの時計メーカーと同様に、フンメルはスイスのメーカーから独立し、独自の時計ラインを作るという目標を掲げていた。 ドイツでの腕時計の需要はゆっくりと増加しただけであり、 プフォルツハイムの多くの工場では依然としてスイスからの生の時計ムーブメントが必要だったため、フンメルの計画を実現することは困難であった。 
それにもかかわらず、会社は第二次世界大戦の勃発まで継続的に成長。 1か月あたりの動きの数は20,000から30,000に増加。 ラコは戦争中も時計仕掛けと時計の製造を続けた。 飛行士の時計は特に需要があった。 モデルには、デュローの22ラインアンカーブリッジムーブメントが装備され、クロノメーターで高精度に調整された。   

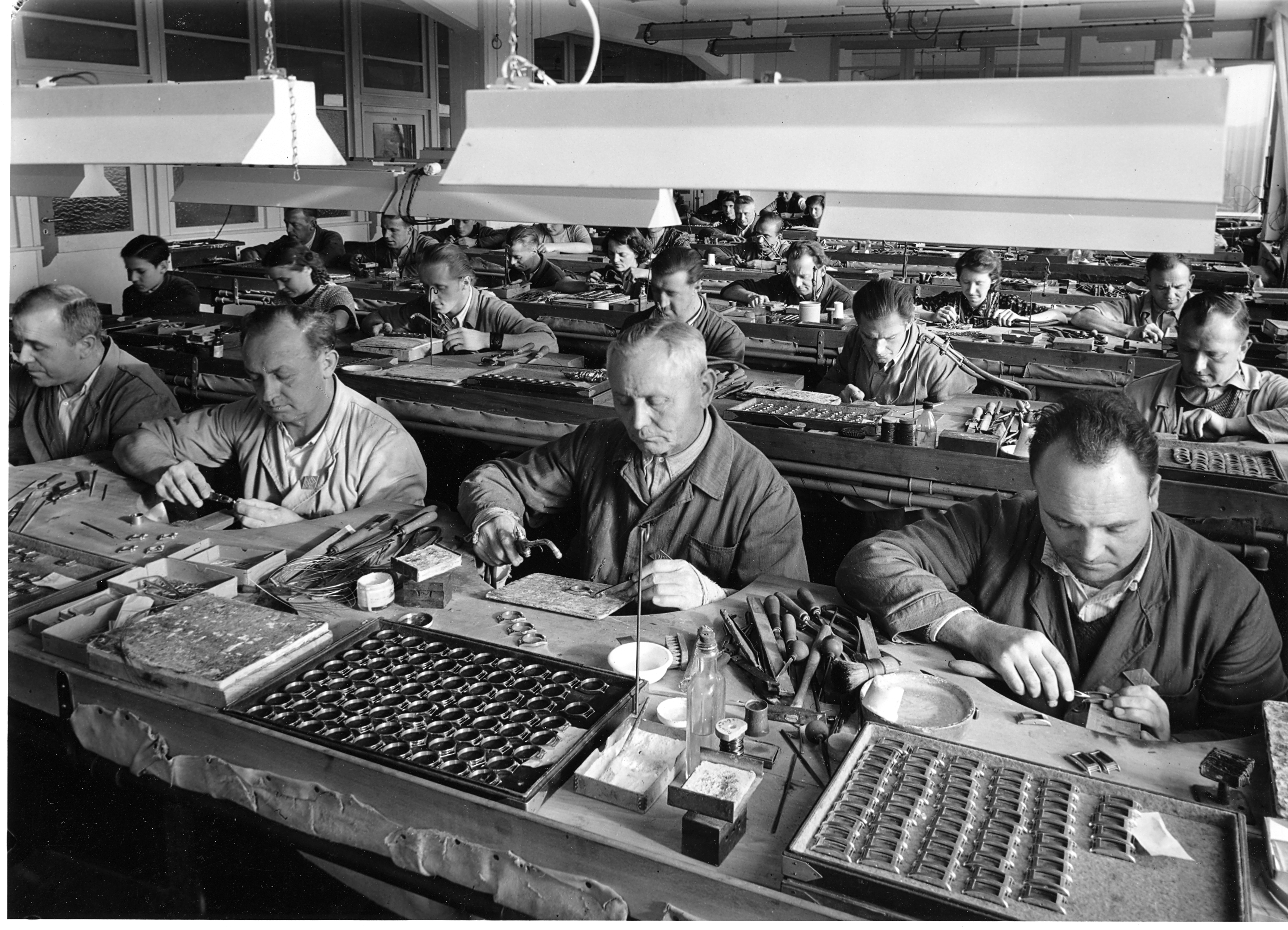
ラコの時計工場で働く

ラコの工場は連合国の空襲により、ほぼすべての工場が破壊され、プフォルツハイムの都市の80％以上が破壊された。しかし再建は急速に進み、1949年にラコとその姉妹会社が再び工場を稼働した。マーシャル・プランの助けを借りてフンメルLaco復活のため5階建ての建物をDuroweに建て事業を展開。1950年代半ばには1,400人がそこで働いていた。  生の時計仕掛けの生産は月に80,000に増加。 
1952年以降に製造された自動風車だけでなく、手動風も1959年までラコに強い上昇をもたらした。 Duroweは より信頼性が高く高品質のムーブメントを時計メーカーに提供。

## 新しい所有者で再起
ラコはしばらくの間、問題のある海を航海し、最終的には 2009年6月の破産申請 。さまざまな企業との集中的な交渉が行われた。KIENZLE AGとは不利なパートナー条件であることが証明され、しばらくの間はKienzle Lacher Uhrenmanufaktur GmbHの傘下であったが、 KIENZLEはすぐに清算に入る 。 2010年春にラコはすでに8人の従業員とのビジネスを再開し元のルーツを取り戻した。業界ではなく、クラフトに再び焦点を当てる必要があり、パイロット用の時計は、新しい管理下でさらに洗練された 。 2010年以来、Lacoは20種類の新しいモデルの発売に成功して2ダースの新しいモデルを発売した。

## Bウォッチとの歴史的なつながり

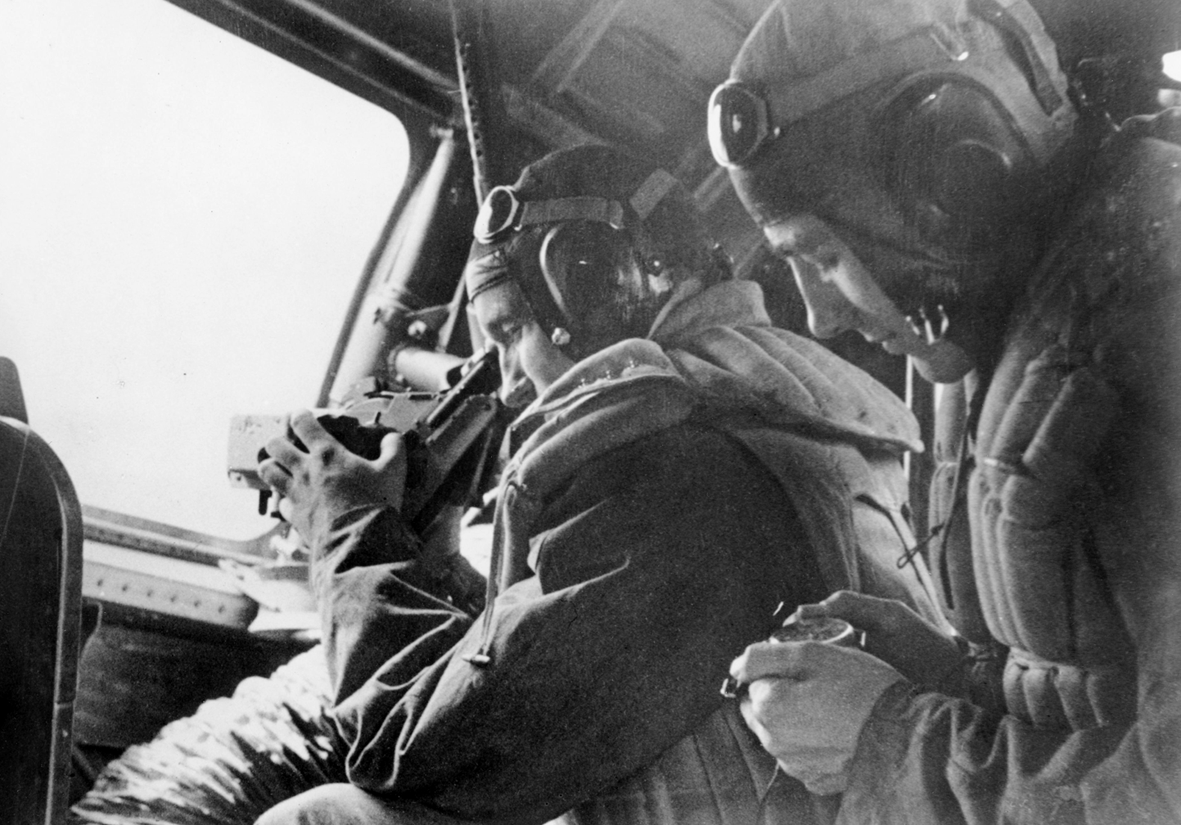
ラコのパイロットウォッチを持つパイロット

第二次世界大戦中、特にBウォッチとして知られ、ナビゲーターウォッチ、パイロットまたはパイロットウォッチとしても知られる観測用時計が製造された 。 5つのメーカーがドイツ空軍の観測時計を製造した  
- ランゲ＆サンズ
- ラコ（Lacher＆Co）
- ストワ （Walter Storz）
- ウェンペ （クロノメーターヴェルケハンブルク）
- IWC オリジナルパイロットウォッチ、オープン

オリジナルパイロットウォッチ、オープン

時計には高品質の懐中時計ムーブメントが含まれていた。 
- ランゲ＆サンズ ：Cal。 1分の48
- Laco：Durowe cal。 D 5
- ストワ ：Unitas cal。2812
- ウェンペ ：トーメンcal。31
- IWC ：校正52 SC（SC =セカンドセントラル）

これらの時計の仕様は、 Reich Aviation Ministry （RLM）による。これらのRLM仕様により、すべてのBウォッチには次の機能がありました。 
- ケース直径55  ミリメートル
- ハウジングの背面およびハウジングの左側にFL 23883で彫刻（FL =フライト、23 =ナビゲーション、883 = Deutsche VersuchsanstaltfürLuftfahrtの仕様）
- 手袋で動作するように大きな王冠を装備
- ぜんまい止め
- ブレゲ - ヒゲゼンマイ
- クロノメーターとして規制およびテスト済み
- レザーストラップ（フライトジャケットの袖に取り付けるため）